# Obésité (animaux de compagnie)

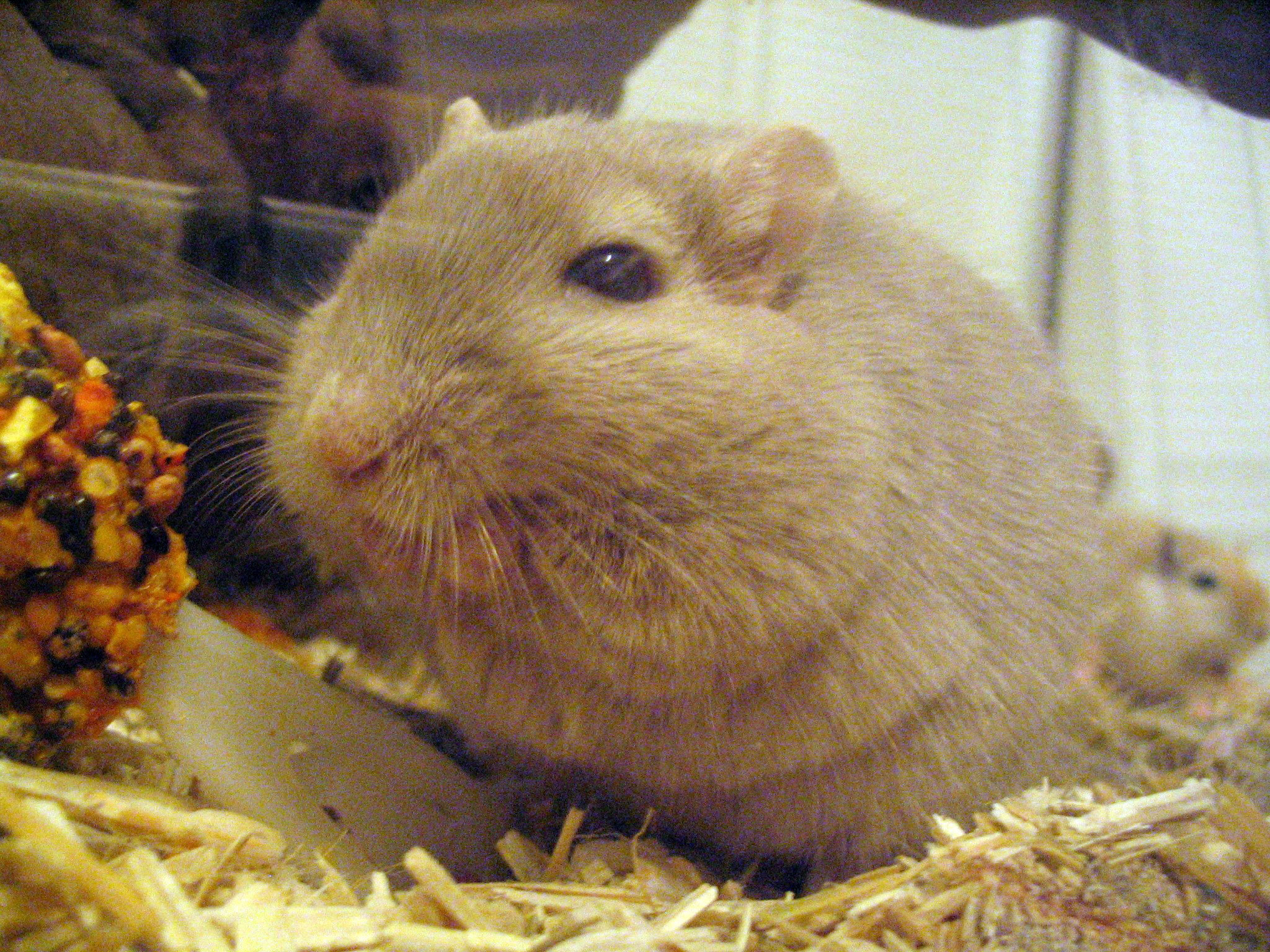
Une gerbille obèse

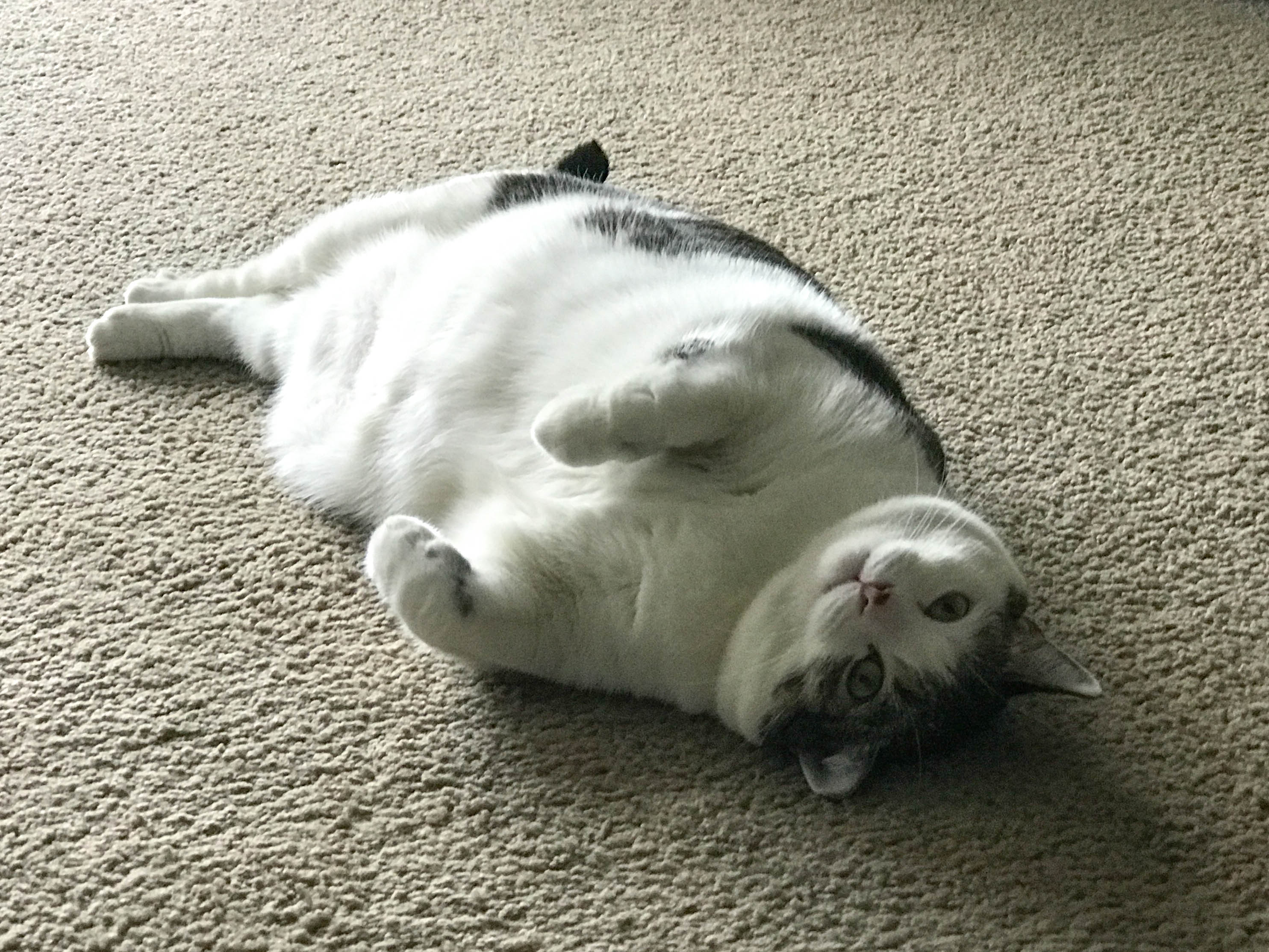
Un chat obèse

L'obésité des animaux de compagnie survient lorsqu'un excès de tissu adipeux s'accumule dans le corps et est généralement définie lorsque la masse corporelle est supérieure d'au moins 20 % à son poids corporel optimal. L'obésité est associée à des changements métaboliques et hormonaux.

## Diagnostic
Chez les chiens et les chats, le score d'état corporel est utilisé pour déterminer le niveau de corpulence de l'animal par rapport à son poids idéal sur une échelle allant de 1 à 5, 7 ou 9 comme score maximum correspondant à un animal obèse. Il existe de nombreuses versions du score corporel en 5, 7 ou 9 points. Cependant, seul le système à 9 points présente des scores en corrélation avec le pourcentage de graisse corporelle réel mesuré à l'aide de l'absorptiométrie à rayons X à double énergie (DEXA). L'évaluation de la corpulence par la méthode du score d'état corporel consiste à évaluer visuellement l'animal et à le palper au niveau des côtes, pour sentir la quantité de graisse à leur surface. Idéalement, la taille doit être légèrement marquée et les côtes facilement palpables sous une très fine couche de graisse. Des systèmes similaires existent pour le bétail. Pour les chevaux, il existe le système d'évaluation d'Henneke de l'état corporel des chevaux.

## Étiologie
Une prise de poids survient quand l'apport énergétique est supérieure aux calories dépensées par l'animal. Les chats et les chiens d'âge moyen, en particulier ceux âgés de 5 à 10 ans, présentent un risque accru d'obésité. Des études montrent également que chez les chats, entre 2 ans et 11,5 ans, les besoins énergétiques diminuent ; un gain de poids se produit alors si les apports énergétiques de l'alimentation ne diminuent pas avec les besoins énergétiques de l'animal.
L'obésité chez les animaux de compagnie est généralement due à un apport alimentaire excessif ou à un manque d'exercice physique. Les propriétaires peuvent considérer la nourriture comme un moyen de récompenser leurs animaux de compagnie, ce qui contribue à la suralimentation. Les animaux domestiques confinés dans une maison ou un terrain réduit, qui ne font pas d'exercice régulièrement, sont plus sujets à l'obésité.
L'obésité des propriétaires de chiens peut constituer un facteur de risque pour l'animal ; le facteur principal semble être que les propriétaires obèses ne promènent pas autant leur chien. Ce facteur de risque n'est pas retrouvé chez les chats.
Chez les chats, la castration augmente le risque d'obésité, d'une part parce que la castration provoque un abaissement du taux métabolique basal, et d'autre part parce que les chats castrés ont une tendance réduite à se promener par rapport aux chats non castrés.

## Prise en charge
La gestion du poids comporte deux étapes : la perte de poids puis son maintien. En phase d'amaigrissement, l'apport énergétique provenant des aliments doit être inférieur à l'énergie dépensée chaque jour. Perdre du poids chez les chats et les chiens est un défi, et l'incapacité à perdre du poids est courante. Si les animaux eux-mêmes ne parviennent pas à contrôler leur propre apport calorique, il est recommandé aux propriétaires d'animaux de contrôler la quantité de nourriture donnée. Des lignes directrices existent sur les apports énergétiques pour les animaux d'un poids corporel donné.
Le dirlotapide et le mitratapide sont des molécules autorisées dans l'Union européenne puis retirées du marché, employées dans le but de réduire l'appétit et l'apport alimentaire. La Food and Drug Administration américaine approuve le dirlotapide en 2007. Cependant, jusqu'à 20 % des chiens traités avec du dirlotapide ou du mitratapide souffrent de vomissements et de diarrhée ; moins fréquemment, une perte d'appétit peut survenir. Lorsque ces médicaments sont arrêtés, l'appétit du chien revient aux niveaux précédents. Si d'autres stratégies de perte de poids ne sont pas utilisées, le chien reprendra du poids.

## Répercussions
Par rapport aux animaux non obèses, les chiens et les chats obèses ont une incidence plus élevée d'arthrose et de diabète sucré, qui surviennent alors également plus tôt dans la vie de l'animal. Les animaux obèses courent également un risque accru de complications après une anesthésie ou une intervention chirurgicale.
Les chiens obèses sont plus susceptibles de développer une incontinence urinaire, peuvent avoir des difficultés à respirer et, dans l'ensemble, ont une moins bonne qualité de vie que les chiens non obèses. Ils présentent aussi une espérance de vie plus courte. Les chats obèses ont un risque accru de maladies affectant la bouche et les voies urinaires. Les chats obèses qui ont du mal à se toiletter sont prédisposés à la peau sèche et squameuse et à l'acné féline.

## Épidémiologie
Aux États-Unis, la prévalence de l'obésité et du surpoids chez les chiens adultes est de 23 à 53 %, dont environ 5 % sont obèses,. Chez les chats adultes, ce pourcentage atteint 55 %, parmi lesquels environ 8 % sont obèses.
En Australie, l'obésité est la maladie nutritionnelle la plus courante chez les animaux de compagnie. La prévalence de l'obésité chez les chiens y est d'environ 40 %.

## Société et culture
Des propriétaires d'animaux de compagnie au Royaume-Uni ont été poursuivis pour cruauté envers les animaux parce que leurs animaux de compagnie étaient dangereusement obèses.
Aux États-Unis, la Journée nationale de sensibilisation à l'obésité des animaux de compagnie a lieu le 14 octobre,.